# Campeonato Mundial de Patinaje Artístico sobre Hielo de 1950
El XLI Campeonato Mundial de Patinaje Artístico se realizó en Londres (Reino Unido) entre el 6 y el 8 de marzo de 1950 bajo la organización de la Unión Internacional de Patinaje sobre Hielo (ISU) y la Federación de Patinaje sobre Hielo del Reino Unido. 

## Resultados

### Masculino
| Puesto | Nombre             | País           | Puntos |
| ------ | ------------------ | -------------- | ------ |
| Oro    | Richard Button     | Estados Unidos | 7      |
| Plata  | Ede Király         | Hungría        | 14     |
| Bronce | Hayes Alan Jenkins | Estados Unidos | 25     |

### Femenino
| Puesto | Nombre            | País           | Puntos |
| ------ | ----------------- | -------------- | ------ |
| Oro    | Alena Vrzáňová    | Checoslovaquia | 12     |
| Plata  | Jeannette Altwegg | Reino Unido    | 18     |
| Bronce | Yvonne Sherman    | Estados Unidos | 23     |

### Parejas
| Puesto | Nombre                        | País           | Puntos |
| ------ | ----------------------------- | -------------- | ------ |
| Oro    | Karol Kennedy / Peter Kennedy | Estados Unidos | 15     |
| Plata  | Jennifer Nicks / John Nicks   | Reino Unido    | 28,5   |
| Bronce | Mariann Nagy / László Nagy    | Hungría        | 32     |

## Medallero
| Núm. | País           | Oro | Plata | Bronce | Total |
| ---- | -------------- | --- | ----- | ------ | ----- |
| 1    | Estados Unidos | 2   | 0     | 2      | 4     |
| 2    | Checoslovaquia | 1   | 0     | 0      | 1     |
| 3    | Reino Unido    | 0   | 2     | 0      | 2     |
| 4    | Hungría        | 0   | 1     | 1      | 2     |
|      | TOTAL          | 3   | 3     | 3      | 9     |

| Predecesor: Francia 1949 | Campeonato Mundial de Patinaje Artístico sobre Hielo 1950 | Sucesor: Italia 1951 |

- Datos: Q1318899